# Лои Диони
Лои Диони (фр. Loïs Diony; Мон де Марсан, 20. децембра 1992) француски је фудбалер који тренутно наступа за Анже.

## Трофеји, награде и признања
Црвена звезда
- Првенство Србије : 2021/22.[6]